# Pamětní medaile mezinárodní federace starých bojovníků Fidac
Pamětní medaile mezinárodní federace starých bojovníků Fidac je pamětní medaile, která byla původně udělována ve Francii a byla určena pro vojáky dohodového spojenectví sdružené ve federaci FIDAC (federace veteránů první světové války). Medaile byla ražena Pro její československé příslušníky byla medaile ražena na československém území.
Medaile byla ražena z bronzu. Rozeznáváme tyto základní typy:
- Medaile bez letopočtu ve štítku
- Medaile s letopočtem 1914-1918 bez podpisu
- Medaile s letopočtem 1914-1919 s podpisem Pichl

Dále rozeznáváme ražby:
- s původním francouzským závěsem
- s kulovitým závěsem (ražba v ČSR (firma Pichl Praha ))